# Eduardo Aníbal Moro
Eduardo Aníbal Moro (Resistencia, 24 de junio de 1940) es un político argentino de la Unión Cívica Radical. Se desempeñó como senador nacional por la provincia del Chaco entre 2001 y 2003 y como vicegobernador de la misma provincia entre 2003 y 2007.

## Biografía
Nació en Resistencia (Chaco) en 1940 y se recibió de abogado en la Facultad de Derecho de la Universidad Nacional del Nordeste (UNNE) en 1969.
Entre 1961 y 1970 cumplió funciones en el Poder Judicial de la provincia del Chaco y entre 1973 y 1979 fue abogado del Banco del Chaco, siendo también profesor de derecho privado en la Facultad de Ciencias Económicas de la UNNE. En 1980 fue síndico de la Bolsa de Comercio del Chaco, de 1981 a 1983, presidente del colegio de abogados de Resistencia y, en 1985, fue designado presidente del Instituto Recuperador del Sistema Cooperativo de la provincia. En paralelo a sus otras actividades, fue colaborador en el diario El Territorio y editor del periódico El Federal.
En política, se afilió a la Unión Cívica Radical (UCR) y adhirió al Movimiento de Renovación y Cambio de Raúl Alfonsín, siendo integrante del mismo en Resistencia (Chaco). En 1984 integró la comisión de Prensa del Comité Nacional de la UCR y al año siguiente fue elegido al comité de la UCR de Resistencia.
En 1991, fue elegido a la Cámara de Diputados de la Provincia del Chaco y en 1995 asumió como ministro de Gobierno, Justicia y Trabajo en la primera gobernación de Ángel Rozas. En 1997 regresó a la legislatura provincial, siendo presidente del cuerpo hasta 2001.
En las elecciones legislativas de 2001, fue elegido senador nacional por la provincia del Chaco. Integró como vocal las comisiones de Asuntos Constitucionales; de Industria y Comercio; de Sistemas, Medios de Comunicación y Libertad de Expresión; y de Relaciones Exteriores y Culto; entre otras. Su mandato se extendía hasta 2007, pero renunció en diciembre de 2003, siendo sucedido por Alicia Mastandrea.
En las elecciones provinciales de 2003, fue candidato a vicegobernador del Chaco, secundando a Roy Nikisch en la lista de la Alianza Frente de Todos que integró el radicalismo con otras fuerzas. La fórmula resultó elegida con el 53,37 % de los votos, siendo elegidos para el período 2003-2007.